# Luzonimyia vumbaensis
Luzonimyia vumbaensis är en tvåvingeart som först beskrevs av Tsacas 1990.  Luzonimyia vumbaensis ingår i släktet Luzonimyia och familjen daggflugor.
Artens utbredningsområde är Zimbabwe. Inga underarter finns listade i Catalogue of Life.